# Senna leandrii
Senna leandrii là một loài thực vật có hoa trong họ Đậu. Loài này được (Ghesq.) Du Puy miêu tả khoa học đầu tiên.